# Shut In
Shut In (Brasil: Refém do Medo ) é um thriller psicológico franco-canadense de 2016 dirigido por Farren Blackburn, escrito por Christina Hodson e estrelado por Naomi Watts, Oliver Platt, Charlie Heaton, Jacob Tremblay, David Cubitt e Clémentine Poidatz.
O filme foi lançado nos Estados Unidos em 11 de novembro de 2016 e na França em 30 de novembro de 2016, pela EuropaCorp. Recebeu críticas negativas dos críticos de cinema e arrecadou US$13 milhões de bilheteria.

## Sinopse
Stephen é um garoto problemático do Maine que está sendo enviado para um internato. Enquanto seu pai, Richard Portman, o leva até lá, eles discutem mal, e o carro desvia para o outro lado do tráfego, matando Richard e deixando Stephen em estado vegetativo.
Seis meses depois, a segunda esposa de Richard e madrasta de Stephen, Mary, está cuidando de todas as suas necessidades. Mary é uma psicóloga que trabalha em casa com crianças e adolescentes. Ela fica chateada ao saber que um de seus pacientes, uma criança muda chamada Tom, será transferido para uma escola em Boston. Mais tarde, Mary discute Stephen com seu terapeuta, Dr. Wilson. Embora ela se sinta culpada, ela decidiu colocar Stephen em uma casa para ser cuidado porque ele não está mais lá e é apenas um corpo.
Ela encontra Tom dormindo em seu carro. Ela o traz para dentro e faz uma ligação, mas Tom desaparece. A polícia realiza uma busca infrutífera. Nas noites seguintes, Mary acorda com sons na casa e até mesmo acorda para ver Tom na escuridão uma noite. Ela discute esses eventos com o Dr. Wilson, que os atribui à parassonia. O Dr. Wilson quer prescrever a ela alguns medicamentos e pede alguns exames de sangue. Doug Hart, o pai de um de seus pacientes, a convida para sair, mas Mary recusa, sugerindo que não seria profissional.
Mary reconsidera e janta com Doug. Mais tarde, Stephen está desaparecido de sua cama. Ela encontra uma pequena porta para um forro e é agarrada por dentro por duas pequenas mãos. Na manhã seguinte, ela acorda no chão. Stephen está de volta à cama, mas tem arranhões no rosto.
Mary recebe duas ofertas para sair de casa antes de uma tempestade de neve iminente, uma de sua assistente Lucy e outra de Doug, mas recusa ambas. Dr. Wilson a contata via Skype com seus resultados de exames de sangue. Ele a repreende porque o medicamento de seu enteado está aparecendo em seu sangue. Maria nega tomar qualquer medicamento e vai embora sem desligar a ligação. Dr. Wilson vê a cadeira de rodas vazia de Stephen, então vê Stephen atravessar a sala de estar. As luzes da casa se apagam e a conexão com o computador cai.
Mary está no porão quando as luzes se apagam. Mary vê Tom, e só então, Stephen aparece e a nocauteia. Mary recupera a consciência - amarrada, amordaçada e nua na banheira, com Stephen dando banho nela. Ele revela a Maria como acordou no hospital após o acidente com ela ali. Ele não se moveu ou falou para que pudesse saborear sua atenção. Ele acredita que por seis meses eles foram felizes juntos, mas então Tom chegou.
É revelado que Tom tem vivido no crawlspace, ao invés de ter sido transferido para Boston. Quando Tom viu Stephen se movendo, Stephen o bloqueou no forro, esperando que ele morresse de fome. Stephen estava deixando Mary desorientada ao deslizar seu remédio para ela, permitindo que ele andasse à noite, mas também a confundindo sempre que ela via Tom. Quando Stephen vai lidar com Tom, Mary se desamarra e bebe o frasco de sabonete para vomitar o remédio. Dr. Wilson corre para a casa de Mary, mas quebra o carro no caminho. Sua tentativa de chamar a polícia não teve sucesso devido à tempestade de neve. Mary encontra Stephen e Tom no porão onde Stephen está planejando assassinar Tom, e descobre que Stephen matou seu pai de propósito. Mary e Tom escapam do porão e se escondem em um armário.
Dr. Wilson chega para avisar Mary, apenas para ser atacado e esfaqueado por Stephen. Mary tenta sair e descobre o corpo de Doug bloqueando a porta. Dr. Wilson, com seu último suspiro, aconselha Mary a brincar com a ilusão de Stephen. Stephen pregou todas as portas e janelas fechadas para impedi-los de escapar, Mary quebra uma clarabóia e puxa Tom para sair. Mary brinca com os delírios de Stephen até que ela seja capaz de escapar. Mary e Tom correm para o lago, onde Stephen tenta afogar Tom na água gelada. Mary pega um martelo que Stephen jogou no chão e bate em sua cabeça, matando-o. Dias depois, Mary e Tom são vistos chegando ao Centro de Adoção e Criança.

## Elenco
- Naomi Watts como Mary Portman
- Oliver Platt como Dr. Bennett Wilson
- Charlie Heaton como Stephen Portman
- David Cubitt como Doug Hart
- Jacob Tremblay como Tom Patterson
- Clémentine Poidatz como Lucy
- Crystal Balint como Grace Mitchell
- Alex Braunstein como Aaron Hart
- Peter Outerbridge como Richard Portman

## Produção
Em 5 de novembro de 2014, foi anunciado que a EuropaCorp havia definido Farren Blackburn para dirigir Shut In, um thriller psicológico baseado no roteiro de 2012 de Christina Hodson. EuropaCorp financiou, distribuiu mundialmente e co-produziu o filme com a Lava Bear Films. Naomi Watts foi definida para desempenhar o papel principal. Em 18 de março de 2015, Oliver Platt, Charlie Heaton, David Cubitt, Jacob Tremblay e Clementine Poidatz foram adicionados ao elenco do filme.

## Lançamento
Em março de 2015, a EuropaCorp definiu o filme para um lançamento em 19 de fevereiro de 2016. Em 15 de dezembro de 2015, a data de lançamento foi adiada para 17 de junho de 2016. Em fevereiro de 2016, a data de lançamento foi adiada novamente para 9 de setembro de 2016. Em maio de 2016, a data de lançamento foi adiada novamente para 11 de novembro de 2016.

## Recepção

### Bilheteria
Shut In arrecadou $6.9 milhões nos Estados Unidos e Canadá, e $6.2 milhões em outros países, para um total mundial de $13.1 milhões, contra um orçamento de produção de $10 milhões. Shut In foi lançado junto com Arrival e Almost Christmas, e esperava-se que arrecadasse cerca de $6 milhões em 2.058 cinemas em seu fim de semana de estreia. Acabou arrecadando $3.7 milhões, terminando em sétimo lugar nas bilheterias.

### Resposta crítica
Shut In recebeu críticas negativas, com os críticos comparando-o desfavoravelmente a The Shining Na revisão do agregador de críticas Rotten Tomatoes, o filme tem um índice de aprovação de 9% com base em 43 avaliações, com uma classificação média de 2.92/10. O consenso crítico do site diz: "Fatalmente minado por um enredo clichê e confuso e uma total ausência de emoções, Shut In desperdiça seu talentoso elenco - e o tempo dos telespectadores." No Metacritic, o filme tem uma pontuação média ponderada de 25 em 100, com base em 14 críticos, indicando "críticas geralmente desfavoráveis". Audiências pesquisadas por CinemaScore deram ao filme uma nota média de "C" em uma escala de A+ a F.

### Premiações
Watts recebeu uma indicação ao Framboesa de Ouro de Pior Atriz, mas perdeu para Rebekah Turner por Hillary's America: The Secret History of the Democratic Party.